# Morne le Blanc
Morne le Blanc es una localidad de Santa Lucía que forma parte del distrito de Laborie.